# جفرة (القصيم)
جفرة هي قرية صغيرة تابعة لبلدية ضرية التابعة لمحافظة الرس في منطقة القصيم بالمملكة العربية السعودية وهي تجمع صغير من السكان وبها مدرسة.